# Pussy (歌曲)
"Pussy"是Rammstein的一首单曲，收录于Liebe ist für alle da专辑，歌曲带有争议性的色情MV，由乐队成员表演，部分由替身表演。
单曲MV于2009年9月16日发布于The Gauntlet（页面存档备份，存于）视频也同时确认了新单曲名称。
同时，这也是Rammstein沉寂3年后发布的第一首单曲。

## MV
MV由Jonas Åkerlund导演，于2009年9月16日发布。MV是乐队成员身穿皮夹克演奏歌曲，当中夹杂着与6段硬调色情镜头，分别对应了6位成员所扮演的不同角色：Lindemann为花花公子，Christoph为CEO，Paul为牛仔，Oliver为Mr. Pain（BDSM嗜好者），Richard为派对男孩，Flake为双性人。每个场景都描述了一个乐队成员与一个女人先是相互吸引然后发生性关系，但是利用的是替身，MV结尾，乐队成员射精。
这首歌的部分歌词为英文，以及一些短语比如"I can't get laid in Germany"是关于Autobahn的，还有看似荒谬的"Reise, Reise Fahrvergnügen",这是对德国文化在美国商业化现象的描述（前者出自Rammstein以前的专辑，后者出自大众的广告宣传）。
总之，歌曲在这方面的创作反映了德国社会和美国之间的性习俗的对比。

## 演唱会

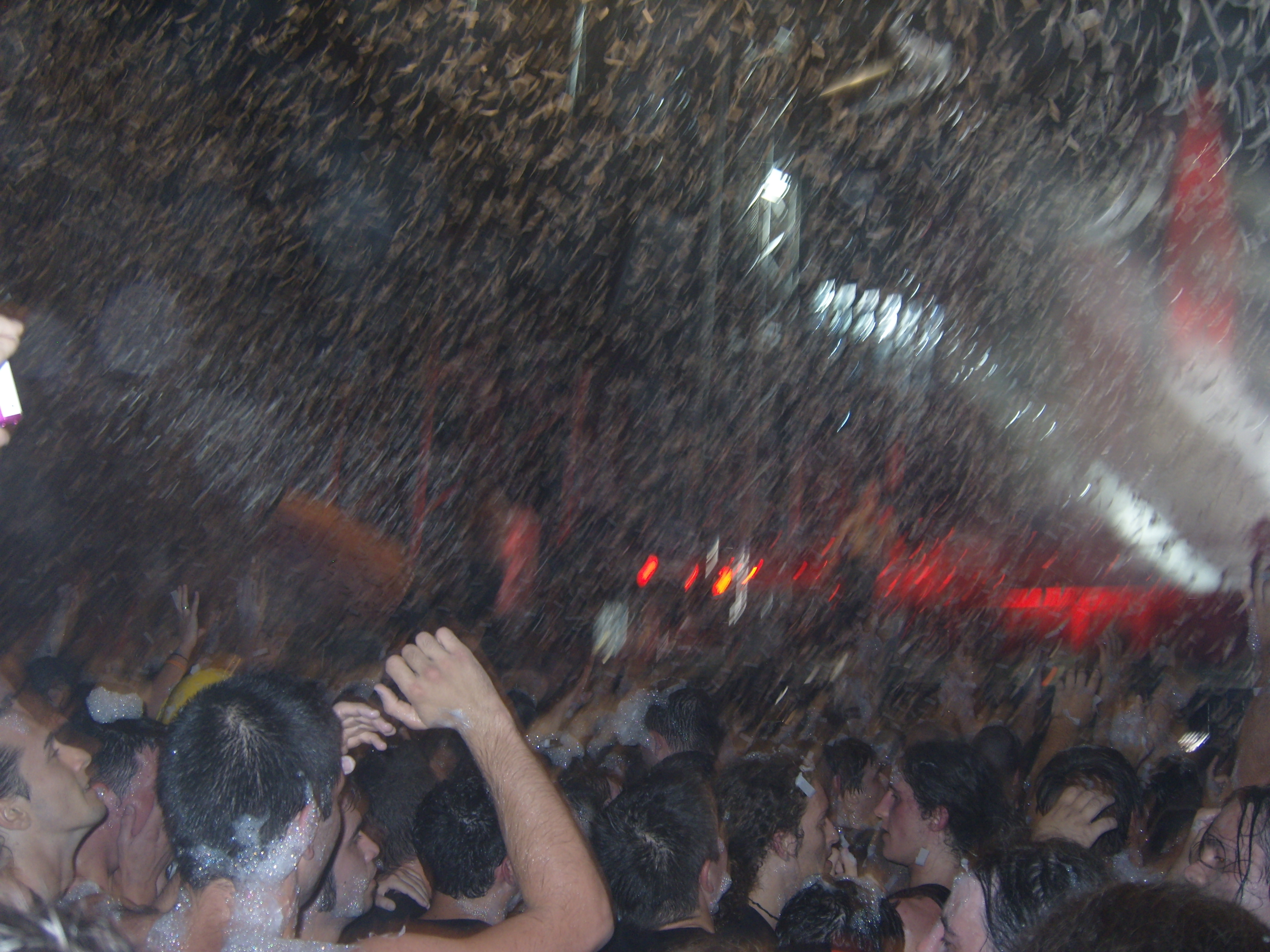

2009年10月在柏林举行的歌迷独家音乐会上，“Pussy”首次亮相现场，在Liebe ist für alle da巡演期间往往是演唱顺序中的最后一首，在Made in Germany巡演中也会演奏这首歌。演奏时，主唱Till会骑上一个巨大的大炮，它类似于一个阴茎，会向观众喷射泡沫。